# Giovanni Verri
Don Giovanni Verri (Milano, 20 agosto 1745 – 1818) è stato un marinaio, avventuriero e letterato italiano, cavaliere del Sovrano Militare Ordine di Malta e probabile padre naturale di Alessandro Manzoni.

## Biografia

### Origini

#### Famiglia e formazione
Giovanni Verri nacque il 20 agosto del 1745 a Milano (allora appartenente all'impero asburgico), dal conte Gabriele, magistrato e politico conservatore, e dalla contessa Barbara Dati della Somaglia. Fratello minore dei più noti Pietro e Alessandro, ultimo dei cadetti, insieme al fratello Carlo fu mandato a studiare a Parma nel collegio dei Nobili retto dai Gesuiti, dove seguì il corso di logica, mentre il fratello studiava teologia.

### Cavaliere dell'Ordine di Malta
Giovanni, com'era tipico dei figli cadetti dei nobili, era dal 1754 cavaliere dell'Ordine di Malta ai cui iscritti era fatto obbligo di un servizio denominato “carovane” di almeno due anni sulle galee contro i Turchi. La sua vita nel periodo giovanile viene ripetutamente descritta all'interno del carteggio che i suoi fratelli maggiori intrattennero per tutta la loro vita e nel quale sempre viene detto “il cavaliere” mentre “l'abate” era il fratello Carlo. Il giudizio di Pietro e Alessandro sui due fratelli minori fu sempre molto duro e severo.
Nel 1769, alla fine del suo legame amoroso con Teresa Attendolo Bolognini detta “La Spagnoletta” il giovane ed elegante cavaliere si preparò a partire per le carovane e ottenne dal balì dell'Ordine, Carlo Gamberana di imbarcarsi a Napoli così da poter visitare qualche città italiana e soprattutto di poter far visita al fratello Alessandro a Roma.
Il 5 aprile 1769, dopo una settimana di viaggio, in compagnia dell'amico conte Giacomo Lecchi e due domestici, arrivò nella capitale pontificia in un momento molto particolare. Era morto il papa Clemente XIII e già da due mesi era riunito il conclave. Numerosi erano i pranzi e i ricevimenti nelle ambasciate e Giovanni in compagnia del Principe Lante fu invitato e accolto in molte case romane.
(Alessandro Verri a proposito del fratello)
A questo punto prese il via la parte più avventurosa della sua vita, in alto mare, partecipe di pericolose e affascinanti imprese. La vita sulle galere era particolarmente dura, ma egli seppe dare prova di coraggio e di resistenza fisica. Inoltre i cavalieri di Malta erano molto apprezzati dalle donne e quando scendevano a terra le avventure amorose non mancavano mai. Mentre in guerra ebbe una condotta nobile e lodevole, a Malta Giovanni fu noto come un gran libertino. Avrebbe voluto continuare la carriera nell'Ordine, ma ciò avrebbe implicato per la famiglia una spesa di duemila zecchini e gli fu detto di rientrare a Milano.

### Il ritorno a Milano

#### L'ambiente culturale
Trascorsi i due anni di servizio, passando di nuovo per Roma, nel 1771 fece ritorno a Milano. La vita militare o forse ancor di più la vita dissoluta a Malta avevano debilitato il suo fisico e così Giovanni iniziò un periodo di vita sempre ritirato in casa dove comunque riceveva continue visite da parte dei suoi amici. Iniziarono anche le liti fra Pietro e i fratelli minori, Carlo e Giovanni; quest'ultimo, in particolare, fu difeso dalla madre. Per interrompere la lite i due cadetti, motivati dallo stato di salute di Giovanni, se ne andarono a trascorrere un lungo periodo di villeggiatura nella casa di famiglia di Mirabello (nel comune di Lentate sul Seveso) e poi in quella di Ornago.
La Milano degli anni che precedettero la Rivoluzione francese, a due giovani cadetti della nobiltà locale dava comunque la possibilità di piacevoli svaghi, se essi, seppure privi di mezzi propri, sapevano destreggiarsi adoperando gli equipaggiamenti del padre o quelli della dama corteggiata.
La “cotteria” dei giovani Verri era piacevole e varia tanto che lo stesso Pietro a volte fu tentato di frequentarla; del resto vi si trovavano vecchi amici come Paolo Frisi e Alessandro Sormani, ma vi era anche la marchesina Teresa Blasco Beccaria, moglie di Cesare e Costanza Fagnani. Ma ad Alessandro Pietro scrisse di tutti loro:
(Carteggio, VI, pp. 52-53)
Altri frequentatori erano: il conte Antonio Fossati, il conte Agostino Carli, i conti Giulio e Francesco Arese entrambi gesuiti, il musicista Battista Terreni, il coreografo Giovan Gaspare Angiolini, il conte Giuseppe Corani. Fra le giovani amiche si trovavano: la ballerina Teresa Fogliazzi moglie dell'Angiolini, la contessa Elisabetta Brady Masserati, le tre signorine Incisa e le tre figliole di Francesco Imbonati.
Nell'aprile 1774, Giovanni ottenne dal padre i mezzi per recarsi a Modena e farsi curare, con ottimi risultati, dal famoso medico Olivier. Carlo fu con lui per i due mesi che durò la dolorosa cura. Dopo la guarigione i due fratelli ricominciarono la loro vita galante, prendendo in affitto un casino sul lago di Como.

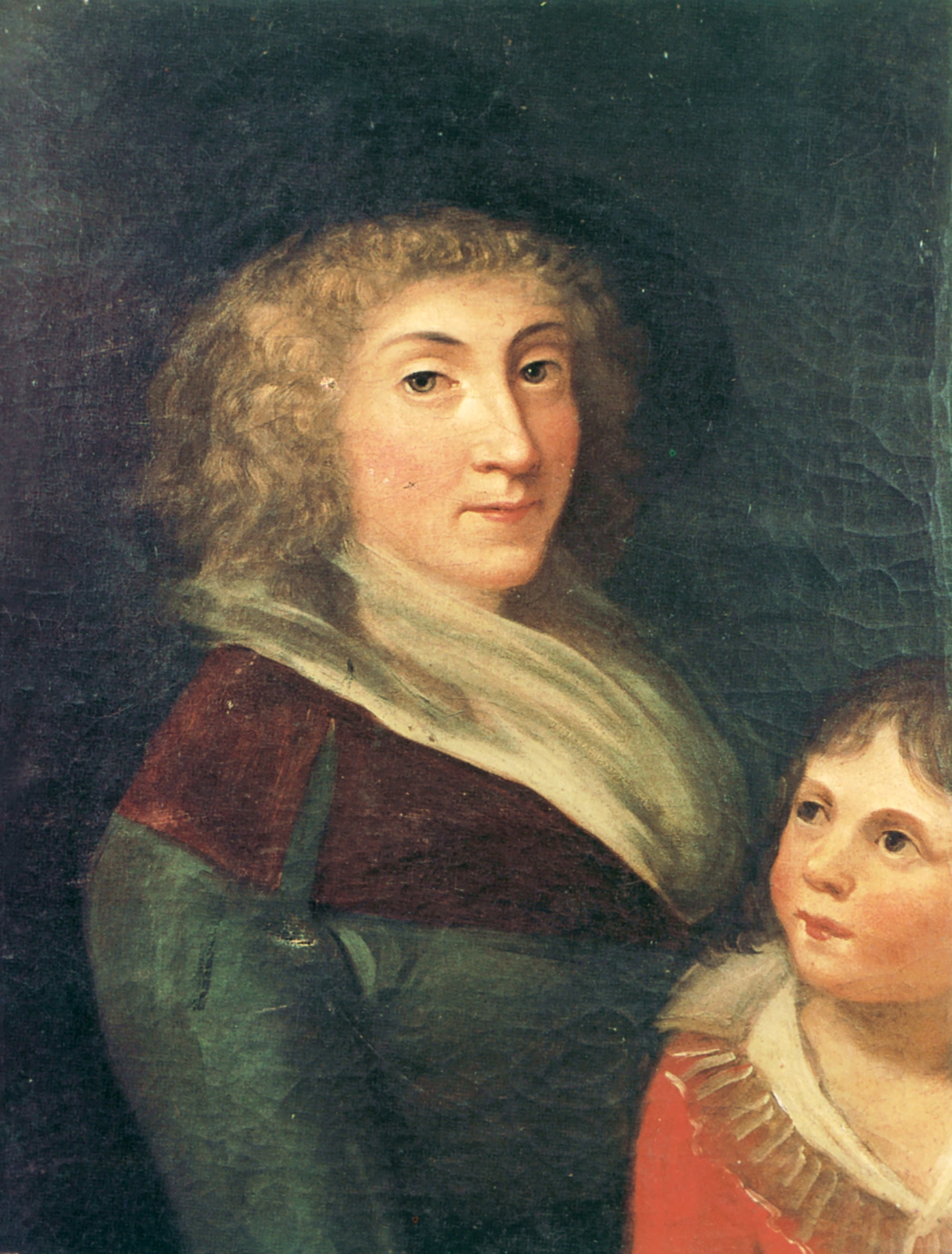
Andrea Appiani, Ritratto di Giulia Beccaria e suo figlio Alessandro Manzoni bambino, 1790. Il ritratto fu donato da Giulia al Verri, evento che rafforza la supposta illegittimità di Alessandro.

#### L'incontro con Giulia Beccaria
Nel 1780 incontrò per la prima volta Giulia Beccaria, figlia del marchese Cesare. Dopo aver trascorso la giovinezza in collegio, la giovane Giulia aveva cominciato a frequentare l'ambiente illuminista milanese e, nell'inverno 1781/1782, Giulia ebbe la possibilità di incontrare nuovamente Giovanni Verri. La giovane, che aveva solo diciotto anni, subito si innamorò di Giovanni, di molti anni maggiore di lei ma, nonostante ciò, ancora un bell'uomo dotato di grande fascino, anche intellettuale. I genitori Verri e lo zio monsignore videro di buon occhio questa relazione, ma Pietro e il fratello Alessandro si dettero subito da fare per far accasare la giovane Giulia, trovando per lei un nobile lecchese, vedovo quarantaseienne, don Pietro Manzoni, che si accontentò di prendere una sposa giovane ma senza dote.
Il matrimonio fu celebrato il 20 ottobre del 1782, ma Giulia continuò ad incontrarsi con Giovanni Verri che divenne il suo cavalier servente (cicisbeo). Il rapporto tra la Beccaria e il cadetto dei Verri, però, non fu destinato a durare a lungo. Il fattore declinante della relazione tra i due fu la nascita del figlio di Giulia, Alessandro Manzoni, futuro scrittore e drammaturgo, nel marzo del 1785, che in realtà era figlio naturale di Giovanni. Dopo quest'evento, infatti, Giovanni cominciò a frequentare altre donne, disinteressandosi del (probabile) figlio naturale e della madre di lui, evento che scatenò la reazione indignata di Giulia Beccaria.

### Gli ultimi anni
Dopo la relazione con la Beccaria, Giovanni stabilì solo rapporti con donne estranee alla nobiltà, divenendo l'amante di una donnetta furba e volgare quale Bambina Maiocchi, moglie del notaio della famiglia Verri, tal Giuseppe Curioni (che il fratello di Giovanni, Pietro Verri, definisce sarcasticamente “albergatore”). Sia Giovanni che Alessandro delegarono Carlo nella lite che si aprì in seguito alla morte del padre per la divisione dell'eredità. A Giovanni spettarono i beni di Mirabello. Anche Giovanni si dedicò allo studio della storia e terminata la torbida relazione con Bambina Curioni, per far conoscere ai giovani nati durante la Rivoluzione francese l'Ordine di Malta, fece un compendio sulla Storia del Cavalieri dell'Ordine. Morì nel 1818. Di lui il fratello Alessandro pochi anni prima di morire così aveva scritto alla nipote Teresa, figlia primogenita di Pietro:
(Alessandro Verri)